# مرياع
المِريَاع أو النِّبْرِيجُ هو قائد قطيع الغنم الذي يعتمد عليه الراعي في توجيه غنمه. وهو خروف كثير الصوف، جميل الصوت، يُخصى كي لا ينشغل عن وظيفته الأساس وهي قيادة القطيع. يوضع القرقاع برقبته. يقوم المرياع بدور المحافظ على الأغنام حيث عندما ترى الأغنام المرياعَ يمشينَ فوراً خلفَه وخلف الحمار وبدوره يعود إلى المكان الذي تربى فيه.

## في اللغة

### المرياع
ورد في القاموس المحيط: «ناقَةٌ مِرْياعٌ: سريعَةُ الدَّرَّةِ، أو سريعَةُ السِّمَنِ، أو تَذْهَبُ في المَرْعَى وتَرْجِعُ بنَفْسِها.»

### النبريج
ورد في القاموس المحيط: «نِبْرِيجُ: الكَبْشُ الذي يُخْصى فلا يُجَزُّ له صُوفٌ أبداً، مُعَرَّبُ: نَبْرِيدَهْ»